# Caroleen (Carolina del Norte)
Caroleen es un lugar designado por el censo ubicado en el condado de Rutherford en el estado estadounidense de Carolina del Norte. La localidad en el año 2010, tenía una población de 652 habitantes.

## Geografía
Caroleen se encuentra ubicado en las coordenadas 35°16′57.77″N 81°47′34.33″O / 35.2827139, -81.7928694.